# Jakamarus
Jakamarus, původně též Ja-ka-ma-rus je originální československý bylinný likér, v současnosti vyráběný Těšeticích na Olomoucku pod hlavičkou společnosti TOSH Distillery, s.r.o. Vyrábí se podle původní receptury z utajované směsi léčivých bylin a koření.

## Historie
Za vznikem československého likéru s exotickým názvem "Jakamarus" stojí lékárník Alois Kříž. Rodák z jihočeských Hoštic si po studiích farmacie na Univerzitě Karlově otevřel v roce 1916 v Praze na Pankráci lékárnu, kde kromě jiného prodával také bylinný extrakt vlastní výroby k léčbě žaludečních a zažívacích nemocí. Extrakt z bylin a koření se později stal základem originálního bylinného likéru, který se díky své jemné, hořké a kořeněné chuti brzy proslavil v celém Československu. Ochranná známka likéru "Jakamarus" byla Obchodní a živnostenskou komorou v Praze registrovaná 1. února 1932 pod názvem „dietetická bylinná tinktura amara sacharatu“. Kde se vzal exotický název, není známo, ale koncovka odkazuje na charakteristickou hořkosladkou a kořeněnou chuť (amarus = latinsky hořký).
Po znárodnění v roce 1948 se výroba přesunula z Prahy na Moravu do národního podniku Seliko, likérky v Dolanech na Olomoucku. Zde se "Jakamarus" vyráběl až do zrušení likérky v roce 2002. Po několikaleté pauze ve výrobě odkoupil ochrannou známku Alexandr Zarivnij a výroba byla v roce 2006 obnovena pod hlavičkou Hanácké Pálenice Těšetice s. r. o., od roku 2018 přejmenované na TOSH Distillery, s.r.o. v Těšeticích u Olomouce.

## Současnost
Jakamarus se stále vyrábí podle původní receptury z utajované směsi léčivých bylin se speciálním účinkem na trávicí soustavu. Obsahuje více než 50 % extraktu z bylin a koření. Likér má pozitivní vliv na špatné trávení, nechuť k jídlu či otravy žaludku. Účinkuje jako Stomachicum a stimulans žaludečního traktu. Díky dlouhé době zrání v dubových sudech má charakteristickou hořkosladkou, kořeněnou chuť. Stáčí se do tradiční lahve s obsahem 500 ml dle původního návrhu z třicátých let, obsah alkoholu je 40 %. V nabídce je rovněž 100 ml lahev. Vedle tradičního likéru nabízí dnes TOSH Distillery ještě variantu v lahvi o objemu 700 ml s moderní etiketou, která je bohatší v chuti, protože obsahuje vyšší procento bylinného macerátu. Zachovává původní obsah alkoholu 42 % a je určena pro použití v barech.
Likér získal ocenění značkou kvality "Regionální potravina" a "Regionální produkt".

## Galerie

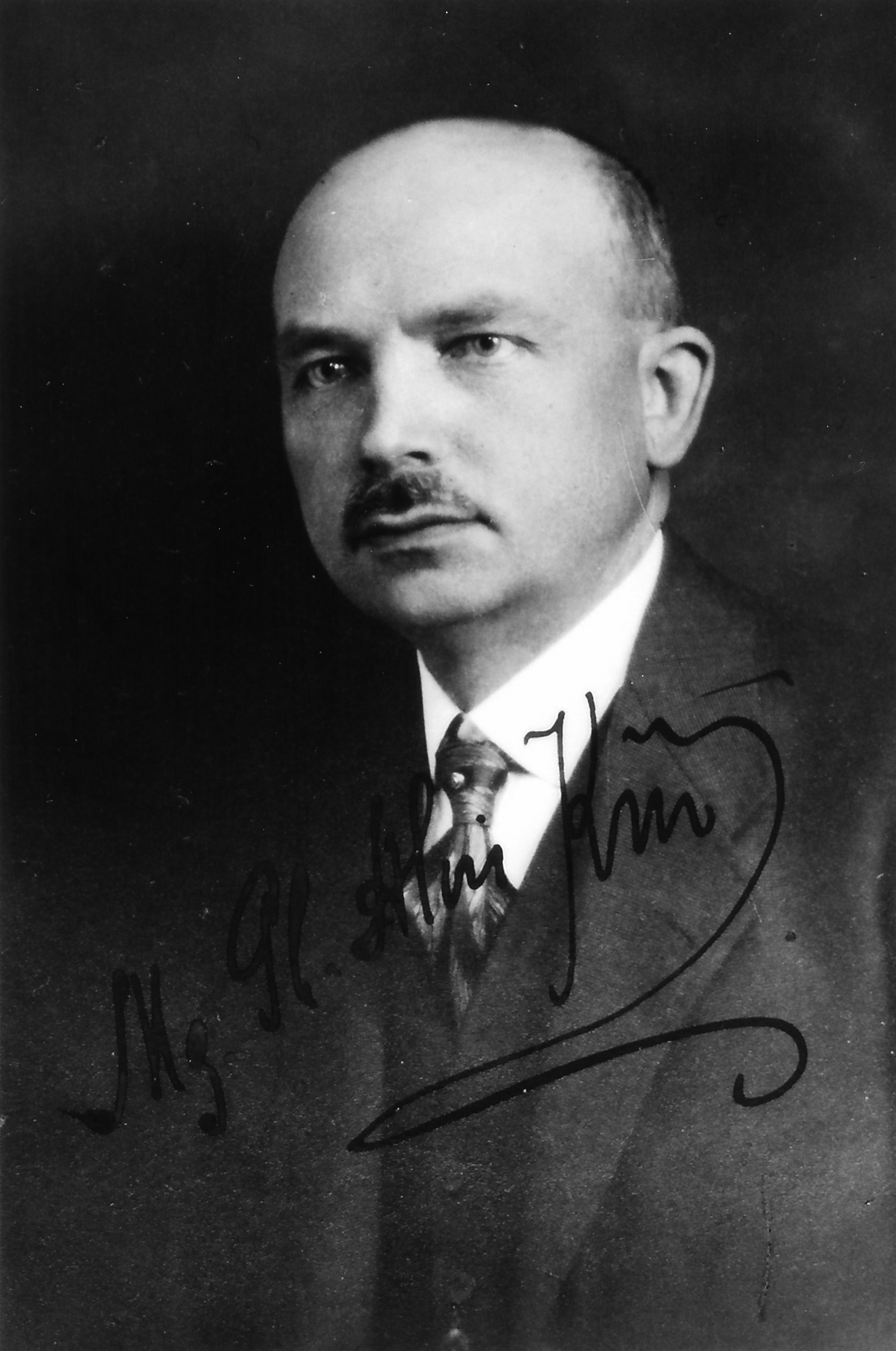
PhMr. Alois Kříž, autor značky Jakamarus
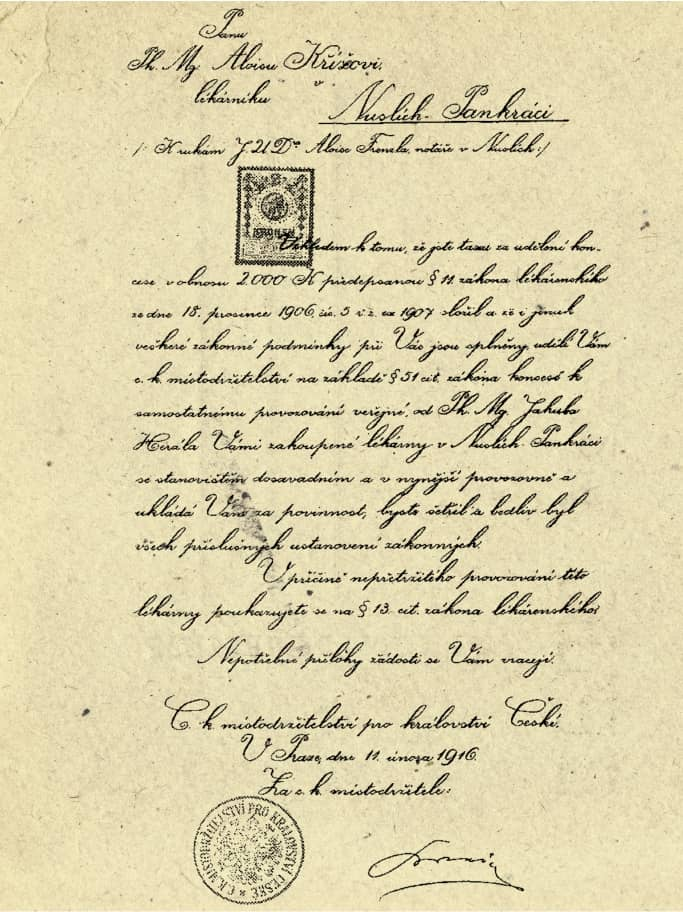
Doklad o založení lékárny Aloise Kříže, r. 1916.
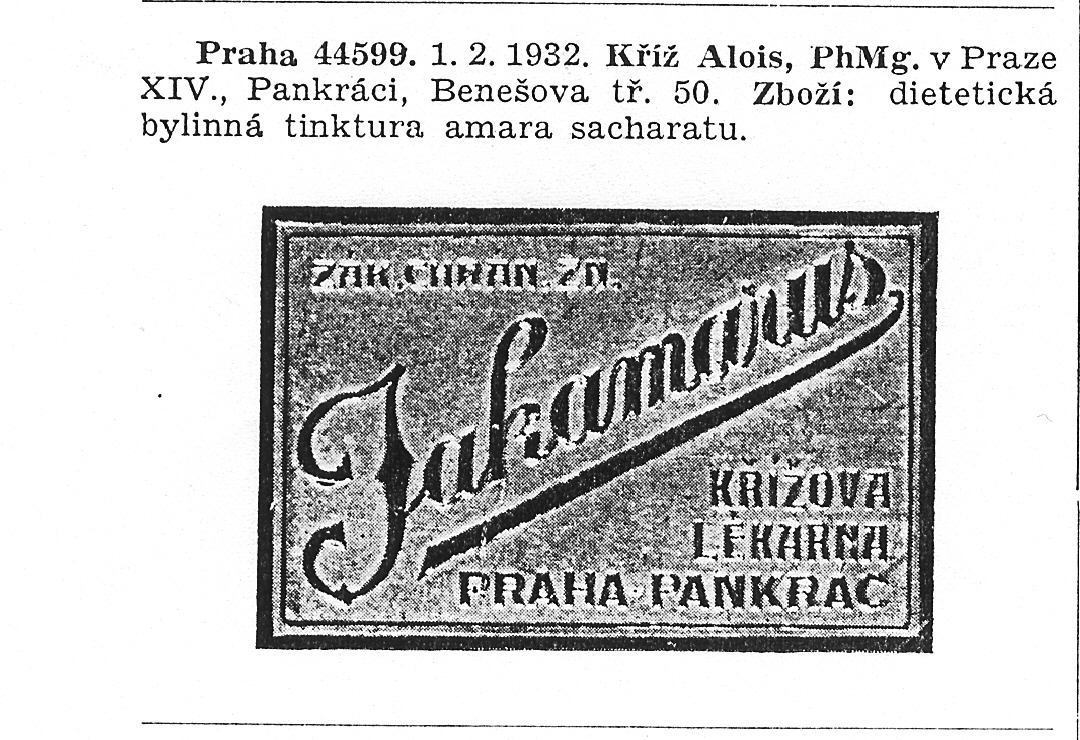
Registrace ochranné známky Jakamarus, r. 1932
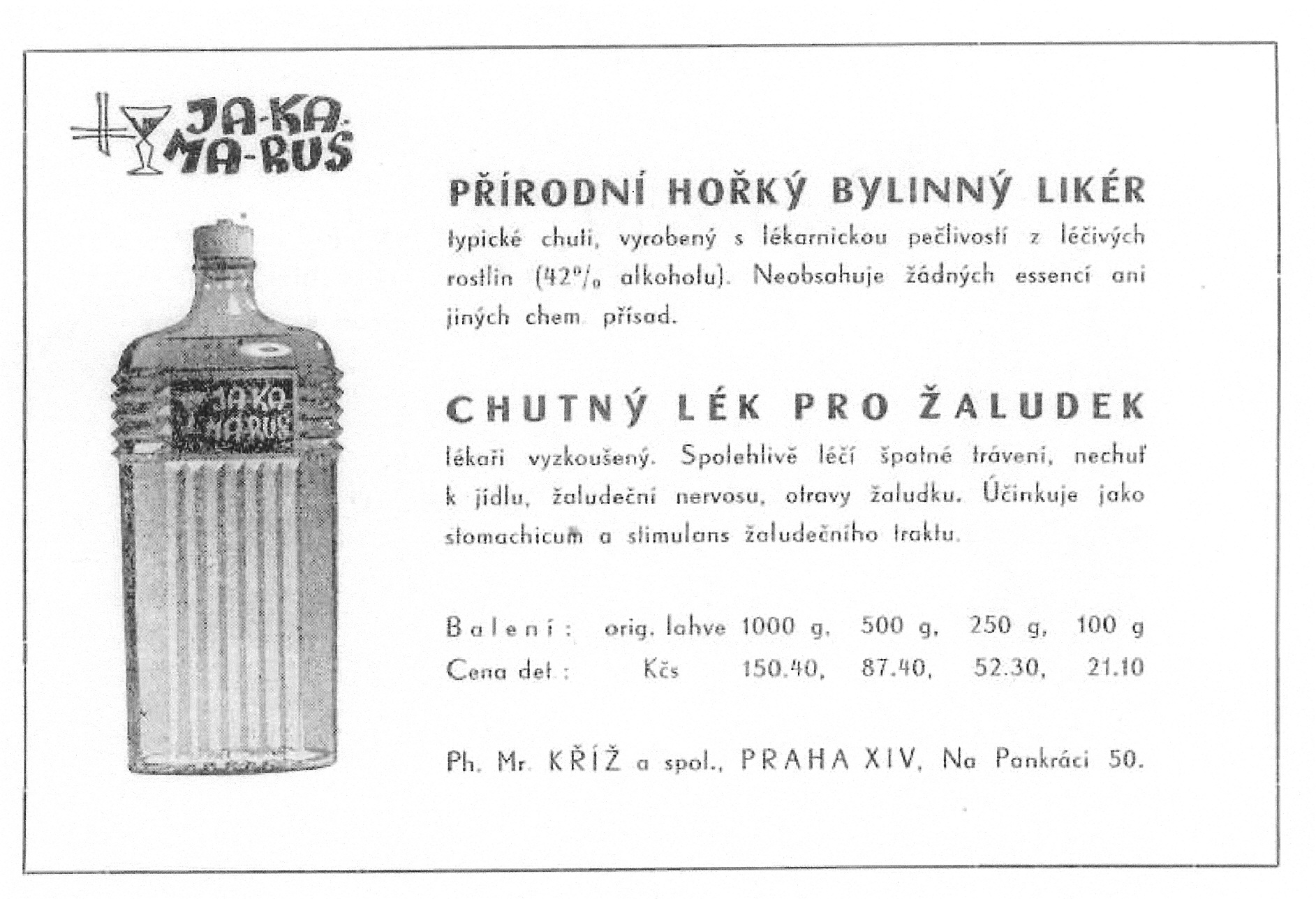
Reklama na likér Jakamarus, cca. z roku 1945
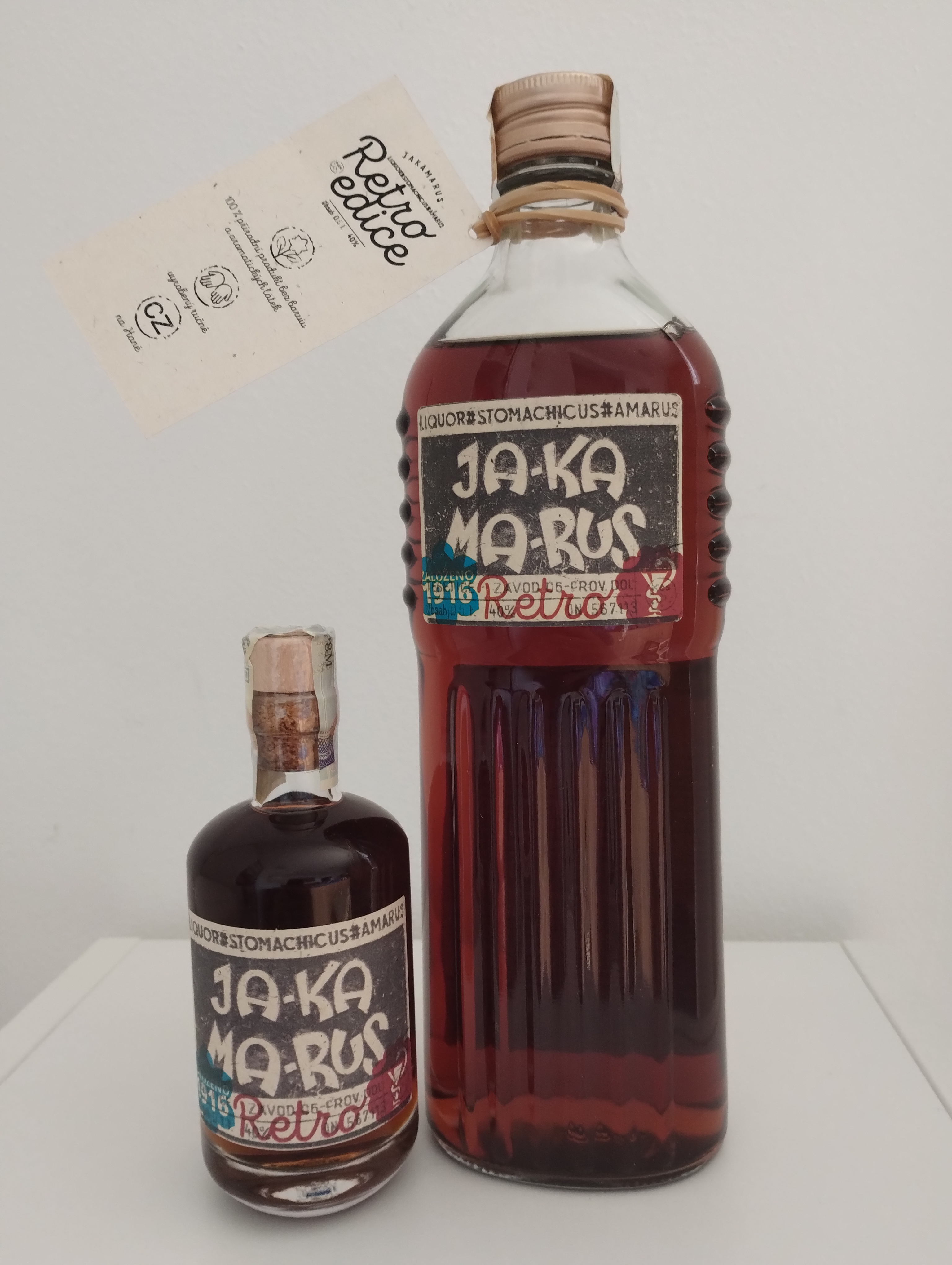
Jakamarus v tradiční lahvi s obsahem 500 ml dle původního návrhu z třicátých let a menší verze o objemu 100 ml (Tosh Distillery 2025)
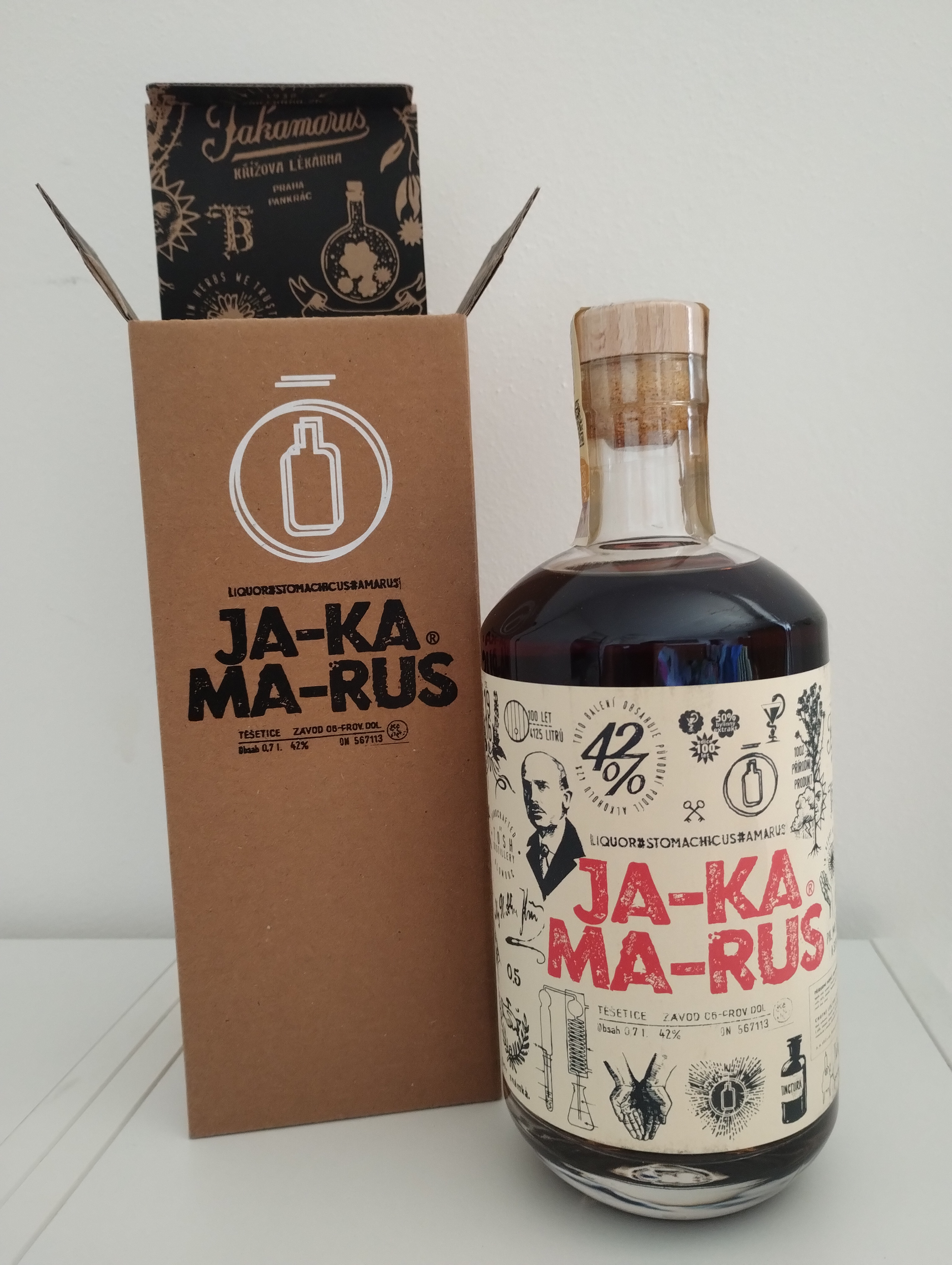
Dárková varianta v lahvi o objemu 700 ml s moderní etiketou a obsahem alkoholu 42 % (Tosh Distillery 2025)